# Olympische Sommerspiele 2024/Rudern – Leichtgewichts-Doppelzweier (Männer)
Der Männer-Leichtgewichts-Doppelzweier im Rudern bei den Olympischen Spielen 2024 in Paris fand vom 28. Juli bis 2. August 2024 statt. Schauplatz der Wettkämpfe war die Regattastrecke Stade nautique de Vaires-sur-Marne im Ort Vaires-sur-Marne, der sich östlich des Großraums Paris befinde. Titelverteidiger sind die Iren Fintan McCarthy und Paul O’Donovan, die in Tokio im Finale in 6:06,43 Minuten knapp vor den Deutschen ins Ziel ruderten.

## Titelträger
| Olympische Spiele 2020       | Fintan McCarthy / Paul O’Donovan     | Tokio             |
| Weltmeisterschaften 2023     | Fintan McCarthy / Paul O’Donovan     | Belgrad           |
| Panamerikanische Spiele 2023 | Miguel Ángel Carballo / Alexis López | Santiago de Chile |
| Asienspiele 2022             | Fan Junjie / Sun Man                 | Hangzhou          |
| Europameisterschaften 2024   | Jan Schäuble / Raphaël Ahumada       | Szeged            |

## Qualifikation
Die Qualifikation erfolgte über die Weltmeisterschaften 2023 sowie jeweils kontinentale Qualifikationsregatten. Sieben der 16 Quotenplätze wurden dabei im Rahmen der Weltmeisterschaften vergeben. Jeweils zwei Plätze wurden an die besten Nationen bei den Regatten in Asien/Ozeanien, Europa und Panamerika verteilt, einer war es bei der afrikanischen Regatta. Die verbleibenden zwei Startplätze wurden bei einer finalen Qualifikationsregatta in Luzern im Mai 2024 vergeben.

## Vorläufe
Sonntag, 28. Juli 2024

### Vorlauf 1
| Platz | Bahn | Nation      | Athleten                                | Zeit (min) | Qualifikation |
| ----- | ---- | ----------- | --------------------------------------- | ---------- | ------------- |
| 1     | 4    | Schweiz     | Raphaël Ahumada, Jan Schäuble           | 6:24,88    | Halbfinale    |
| 2     | 3    | Spanien     | Dennis Carracedo Ferrero, Caetano Horta | 6:28,92    | Halbfinale    |
| 3     | 1    | Frankreich  | Hugo Beurey, Ferdinand Ludwig           | 6:31,32    | Hoffnungslauf |
| 4     | 6    | Mexiko      | Miguel Ángel Carballo, Alexis López     | 6:37,46    | Hoffnungslauf |
| 5     | 5    | Japan       | Naoki Furuta, Masayuki Miyaura          | 6:52,58    | Hoffnungslauf |
| 6     | 2    | Argentinien | Alejandro Colomino, Pedro Dickson       | 7:04,34    | Hoffnungslauf |

### Vorlauf 2
| Platz | Bahn | Nation     | Athleten                               | Zeit (min) | Qualifikation |
| ----- | ---- | ---------- | -------------------------------------- | ---------- | ------------- |
| 1     | 5    | Italien    | Stefano Oppo, Gabriel Soares           | 6:29,17    | Halbfinale    |
| 2     | 1    | Tschechien | Jiří Šimánek, Miroslav Vraštil         | 6:34,33    | Halbfinale    |
| 3     | 4    | Belgien    | Niels Van Zandweghe, Tibo Vyvey        | 6:45,07    | Hoffnungslauf |
| 4     | 3    | Chile      | Eber Sanhueza, César Abaroa            | 6:46,90    | Hoffnungslauf |
| 5     | 2    | Usbekistan | Shakhzod Nurmatov, Sobirjon Safaroliev | 6:56,57    | Hoffnungslauf |

### Vorlauf 3
| Platz | Bahn | Nation       | Athleten                                     | Zeit (min) | Qualifikation |
| ----- | ---- | ------------ | -------------------------------------------- | ---------- | ------------- |
| 1     | 42   | Irland       | Fintan McCarthy, Paul O’Donovan              | 6:34,12    | Halbfinale    |
| 2     | 3    | Norwegen     | Lars Benske, Ask Tjøm                        | 6:41,77    | Halbfinale    |
| 3     | 2    | Griechenland | Petros Gkaidatzis, Antonios Papakonstantinou | 6:46,90    | Hoffnungslauf |
| 4     | 5    | Ukraine      | Igor Khmara, Stanislav Kovalov               | 7:00,13    | Hoffnungslauf |
| 5     | 1    | Ägypten      | Ahmed Abdelaal, Mohamed Kota                 | 7:20,92    | Hoffnungslauf |

## Hoffnungsläufe
Montag, 29. Juli 2024

### Hoffnungslauf 1
| Platz | Bahn | Nation       | Athleten                                     | Zeit (min) | Qualifikation  |
| ----- | ---- | ------------ | -------------------------------------------- | ---------- | -------------- |
| 1     | 2    | Griechenland | Petros Gkaidatzis, Antonios Papakonstantinou | 6:39,46    | Halbfinale A/B |
| 2     | 3    | Frankreich   | Hugo Beurey, Ferdinand Ludwig                | 6:50,98    | Halbfinale A/B |
| 3     | 5    | Argentinien  | Alejandro Colomino, Pedro Dickson            | 6:52,94    | Halbfinale A/B |
| 4     | 4    | Chile        | Eber Sanhueza, César Abaroa                  | 6:58,78    | C-Finale       |
| 5     | 1    | Ägypten      | Ahmed Abdelaal, Mohamed Kota                 | 7:14,95    | C-Finale       |

### Hoffnungslauf 2
| Platz | Bahn | Nation     | Athleten                               | Zeit (min) | Qualifikation  |
| ----- | ---- | ---------- | -------------------------------------- | ---------- | -------------- |
| 1     | 3    | Belgien    | Niels Van Zandweghe, Tibo Vyvey        | 6:42,99    | Halbfinale A/B |
| 2     | 4    | Ukraine    | Igor Khmara, Stanislav Kovalov         | 6:46,05    | Halbfinale A/B |
| 3     | 2    | Mexiko     | Miguel Ángel Carballo, Alexis López    | 6:47,60    | Halbfinale A/B |
| 4     | 5    | Usbekistan | Shakhzod Nurmatov, Sobirjon Safaroliev | 6:50,61    | C-Finale       |
| 5     | 1    | Japan      | Naoki Furuta, Masayuki Miyaura         | 7:04,48    | C-Finale       |

## Halbfinale
Mittwoch, 31. Juli 2024

### Halbfinale A/B 1
| Platz | Bahn | Nation      | Athleten                          | Zeit (min) | Qualifikation |
| ----- | ---- | ----------- | --------------------------------- | ---------- | ------------- |
| 1     | 4    | Irland      | Fintan McCarthy, Paul O’Donovan   | 6:21,88    | A-Finale      |
| 2     | 3    | Schweiz     | Raphaël Ahumada, Jan Schäuble     | 6:24,31    | A-Finale      |
| 3     | 5    | Tschechien  | Jiří Šimánek, Miroslav Vraštil    | 6:25,99    | A-Finale      |
| 4     | 6    | Frankreich  | Hugo Beurey, Ferdinand Ludwig     | 6:26,60    | B-Finale      |
| 5     | 2    | Belgien     | Niels Van Zandweghe, Tibo Vyvey   | 6:30,49    | B-Finale      |
| 6     | 1    | Argentinien | Alejandro Colomino, Pedro Dickson | 6:51,59    | B-Finale      |

### Halbfinale A/B 2
| Platz | Bahn | Nation       | Athleten                                     | Zeit (min) | Qualifikation |
| ----- | ---- | ------------ | -------------------------------------------- | ---------- | ------------- |
| 1     | 4    | Italien      | Stefano Oppo, Gabriel Soares                 | 6:22,85    | A-Finale      |
| 2     | 2    | Griechenland | Petros Gkaidatzis, Antonios Papakonstantinou | 6:23,36    | A-Finale      |
| 3     | 5    | Norwegen     | Lars Benske, Ask Tjøm                        | 6:26,62    | A-Finale      |
| 4     | 3    | Spanien      | Dennis Carracedo Ferrero, Caetano Horta      | 6:35,05    | B-Finale      |
| 5     | 6    | Ukraine      | Igor Khmara, Stanislav Kovalov               | 6:37,35    | B-Finale      |
| 6     | 1    | Mexiko       | Miguel Ángel Carballo, Alexis López          | 6:37,43    | B-Finale      |

## Finale

### A-Finale
Freitag, 2. August 2024

Anmerkung: zur Ermittlung der Plätze 1 bis 6
| Platz | Bahn | Nation       | Athleten                                     | Zeit (min) |
| ----- | ---- | ------------ | -------------------------------------------- | ---------- |
| 1     | 3    | Irland       | Fintan McCarthy, Paul O’Donovan              | 6:10,99    |
| 2     | 4    | Italien      | Stefano Oppo, Gabriel Soares                 | 6:13,33    |
| 3     | 2    | Griechenland | Petros Gkaidatzis, Antonios Papakonstantinou | 6:13,44    |
| 4     | 5    | Schweiz      | Raphaël Ahumada, Jan Schäuble                | 6:16,50    |
| 5     | 6    | Norwegen     | Lars Benske, Ask Tjøm                        | 6:20,92    |
| 6     | 1    | Tschechien   | Jiří Šimánek, Miroslav Vraštil               | 6:21,00    |

### B-Finale
Freitag, 2. August 2024

Anmerkung: zur Ermittlung der Plätze 7 bis 12
| Platz | Bahn | Nation      | Athleten                                | Zeit (min) |
| ----- | ---- | ----------- | --------------------------------------- | ---------- |
| 07    | 3    | Frankreich  | Hugo Beurey, Ferdinand Ludwig           | 6:19,73    |
| 08    | 4    | Spanien     | Dennis Carracedo Ferrero, Caetano Horta | 6:19,90    |
| 09    | 5    | Belgien     | Niels Van Zandweghe, Tibo Vyvey         | 6:20,28    |
| 10    | 6    | Mexiko      | Miguel Ángel Carballo, Alexis López     | 6:25,84    |
| 11    | 2    | Ukraine     | Igor Khmara, Stanislav Kovalov          | 6:26,32    |
| 12    | 1    | Argentinien | Alejandro Colomino, Pedro Dickson       | 6:31,86    |

### C-Finale
Mittwoch, 31. Juli 2024

Anmerkung: zur Ermittlung der Plätze 13 bis 16
| Platz | Bahn | Nation     | Athleten                               | Zeit (min) |
| ----- | ---- | ---------- | -------------------------------------- | ---------- |
| 13    | 3    | Chile      | Eber Sanhueza, César Abaroa            | 6:28,00    |
| 14    | 4    | Japan      | Naoki Furuta, Masayuki Miyaura         | 6:30,93    |
| 15    | 2    | Usbekistan | Shakhzod Nurmatov, Sobirjon Safaroliev | 6:31,33    |
| 16    | 1    | Ägypten    | Ahmed Abdelaal, Mohamed Kota           | 6:37,92    |